# Fielmann

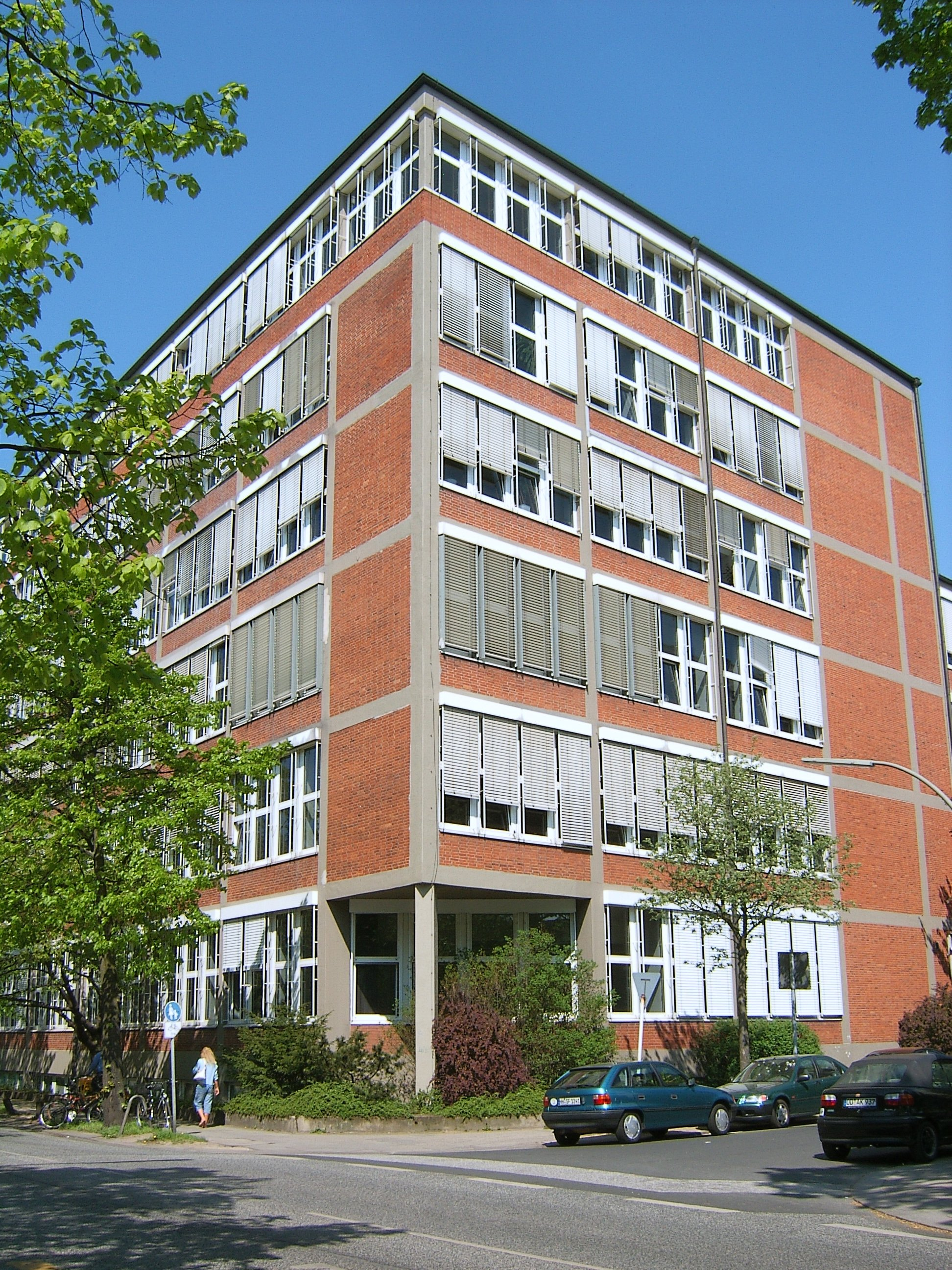
Siège social de Fielmann à Hamburg-Barmbek

Fielmann est une entreprise allemande qui distribue et produit des verres et de l’équipement ophtalmique. Elle fait partie de l'indice MDAX.

## Historique
- 1972: Fondation de la société par Günther Fielmann à Cuxhaven en Basse-Saxe
- 1994: Cotation à la bourse de Francfort.
- 2008: Le chiffre d'affaires de la société s'élève à 902,7 Millions €, le bénéfice net 113,9 Millions €[2].